# Ноклайн
Ноклайн (англ. Knocklyon; ирл. Cnoc Lín) — пригород в Ирландии, находится в графстве Южный Дублин (провинция Ленстер). Пригород расположен юго-западнее центра Дублина, южнее его находятся горы Дублин. Ноклайн недавно выделился в отдельный населённый пункт и поэтому на многих картах до сих пор не отмечен.

## Достопримечательности
Среди достопримечательностей пригорода замок Ноклайн на реке Доддер. Замок был построен в XV веке для защиты Пейла от набегов кланов O’Toole и O’Byrne. В 1584 году замок был разрушен, а в 1620 отстроен заново. С этого времени замком владела семья  Pierse Archibald, в 1723 году замок перешёл семье Ledwich на правах аренды, которая продолжалась до 1826 года. В 1826 году замок купила семья McGrane, которая владела им более ста лет. Последние владельцы замка, семья Shouldice, приобрели его в 1974 году.
Дом Ноклайна, в котором в настоящее время находится центр реабилитации, был построен в период с 1830 по 1860 годы. В 1951 году дом был перестроен, добавился бальный зал, зимний сад и терраса.